# Willemspark (Den Haag)

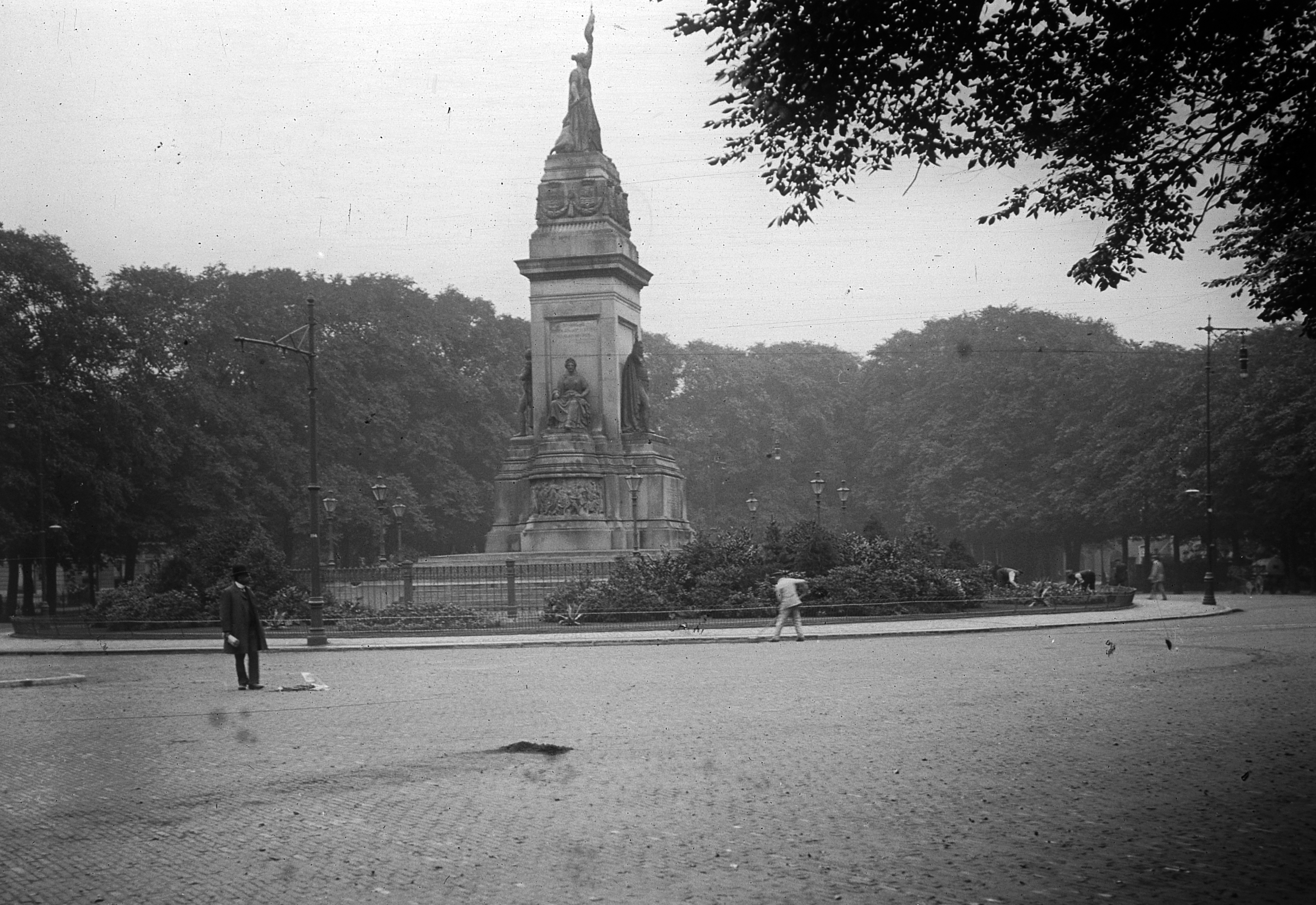
Plein 1813 in 1910

Het Willemspark is een wijk en buurt in het centrum van Den Haag. Het terrein was in 1840 gekocht door koning Willem II. In 1855 verkocht zijn zoon, Willem III, dit terrein aan de gemeente Den Haag.  Het gedeelte van Willemspark rond de Frederikstraat kwam grotendeels tot stand tussen 1870 en 1900.
De wijk Willemspark grenst aan de wijken Centrum, Zeeheldenkwartier, Archipelbuurt en Benoordenhout. De wijk wordt begrensd door het Scheveningseveer, de Mauritskade en de Dr. Kuyperstraat in het zuidoosten; de Zeestraat in het zuidwesten; de Javastraat in het noordwesten; en de Prinsessegracht in het noordoosten.
Beeldbepalend voor het Willemspark zijn de Alexanderstraat en de Sophialaan die elkaar kruisen op het Plein 1813. Hier staat het monument ter nagedachtenis aan de stichting van het Koninkrijk der Nederlanden en de overwinning op Napoleon. Een deel valt onder het beschermd stadsgezicht Willemspark.

## Geschiedenis
In de 17de eeuw was Den Haag omringd door de Haagse grachtengordel. Aan de zeekant eindigde de stad bij de Mauritskade en het Scheveningse Veer. Bij het Noordeinde kon men dit deel van de singel over, eerst met een veerboot, later via een ophaalbrug. Buiten de stad was alles duinlandschap tot aan Scheveningen: er graasden koeien en er waren wat moestuinen. De Javastraat bestond al, hoewel die toen nog de Laan van Schuddegeest heette.
In 1831 werd de Frederikskazerne in gebruik genomen door 400 grenadiers. Deze lag aan de Denneweg, maar later werd dit deel van de straat Frederikstraat genoemd. De kazerne is vernoemd naar de zoon van Koning Willem I, kroonprins Frederik. Jarenlang was dit het enige belangrijke gebouw in Willemspark. De huizen die later in dit deel gebouwd zijn, zijn kleiner, en gegroepeerd in huizenblokken. De Frederikstraat is nu een winkelstraat, in het verlengde van de Denneweg.
In 1840 besteeg Koning Willem II (1792-1849) de troon. Al voor die tijd had hij het Willemspark gekocht om er te kunnen paardrijden. Hij legde er een Engelse tuin aan. In de Nassaulaan bouwde hij de manege Willemshof, en in 1846 bouwde hij er een aantal officiershuizen naast.
Koning Willem III (1817-1890) verkocht het terrein in 1855 aan de gemeente Den Haag onder de voorwaarde dat er een villawijk zou komen. Gemeentearchitect W.C. van der Waeyen Pieterszen maakte het ontwerp. Later bouwden Cornelis Krulder en zijn zwager Johannes Jacobus Delia veel huizen in het Willemspark. De villa's aan Plein 1813 en aan de Sophialaan verrezen rond het jaar 1860.

## Hofjes
In het midden van de 19de eeuw woonde ongeveer een kwart van de Haagse bevolking in hofjes. In het Willemspark waren onder meer de volgende hofjes:
- Het Hofje van Wallega, aangelegd in 1870 als hofje voor het burgerpersoneel van de Frederikskazerne. In 1976 werd hier de Frederiksflat gebouwd.
- Javalaantje, gebouwd in 1850, bestaat nog.
- Het Frederikshofje, gebouwd voor de onderofficieren, in 1933 afgebroken.
- Het Hofje van Ooyen, met 16 huisjes, Javastraat 229-259. Het heette vroeger het Haringhofje.
- Het Hofje van Lammers (1875), met de toegangspoort aan de Schelpstraat. Architect was B.P. Schippers. Het is een liefdadigheidshofje met 20 huisjes, gebouwd voor 'ongelukkige fatsoenlijke weduwen'. Tussen de twee rijen huisjes ligt een gemeenschappelijke tuin.
- Christinalaan (1913), met de toegangspoort in de Cantaloupenburg. Het laantje was nog in aanbouw toen de Eerste Wereldoorlog uitbrak, en daarom zijn slechts drie van de vier huizenrijtjes gebouwd, die direct na de oorlog met een verdieping uitgebreid werden. Van de overgebleven ruimte werd een besloten speelterrein gemaakt voor de kinderen uit de buurt.
- Paramaribohofje
- Rijkeluishofje, Zeestraat, naast het huidige Hotel Carlton Ambassador. Vroeger liep de Haagse Beek tussen deze huizen en de straat.

## Musea
- In de Zeestraat is het ronde museum gevestigd van het beroemde Panorama Mesdag, in 1881 geschilderd door Hendrik Willem Mesdag, zijn vrouw Sientje en enkele bevriende kunstschilders. Op vijf minuten loopafstand staat hun woonhuis aan het begin van Laan van Meerdervoort, waar zij in 1886 een eigen museum openden, dat nu De Mesdag Collectie heet.

- Schuin tegenover het Panorama ligt het museum Beeld en Geluid Den Haag, opgericht in 1929 als het Postmuseum, dat in 2019 zijn huidige naam kreeg.

- Aan de Javastraat ligt het Louis Couperus Museum.
- Museum Sophiahof aan de Sophialaan.

## Bedrijven en organisaties
Er zijn diverse bedrijven en organisaties gevestigd in Willemspark, zoals onder andere:
- Vereniging van Nederlandse Gemeenten in de Willemshof, de voormalige Willemskerk
- Carlton Ambassador Hotel
- The Hague Institute for Global Justice
- Ambassades van:
  - Canada
  - Denemarken
  - Libanon
  - Luxemburg
  - Pakistan
  - Polen
  - Vietnam
- Residentie van de ambassadeur van Pakistan

## Bereikbaarheid
Dit is een van de wijken die het eerst per tram was te bereiken. Want de eerste paardentram in de Benelux reed hier, in 1864, via de Scheveningse weg naar Scheveningen. Vanaf 1905 werd dat de elektrische lijn 8, die dat bijna 100 jaar volhield. Sindsdien rijd lijn 1 hier. In hetzelfde jaar ging ook de tweede paardentram naar Scheveningen rijden, langs de Koninginnegracht. Dat werd vanaf 1904 de elektrische lijn 9, en die bestaat nog steeds. Tussen 1890 en 1904 reden er accutrams op deze lijn in de zomer; dat waren de eerste elektrische trams in de Benelux. In 1881 kwam er nog een paardentramlijn bij, door de krappe Denneweg, de smalle Frederikstraat, en een stukje Javastraat. In 1905 werd dit de elektrische lijn 1 (1e). In 1928 verdween de tram uit deze straten. In 1907 ging tramlijn 7 door de gehele Javastraat rijden, en bleef dat doen tot de opheffing in 1966. Op de Mauritskade ging in 1906 tramlijn 5 rijden. Dit bleef zo tot de opheffing in 1963. Op de route van lijn 8 door de wijk hebben nog diverse andere elektrische tramlijnen gereden, waaronder lijn A en lijn 21.